# Libri prohibiti
Libri prohibiti je pražská knihovna československé exilové a samizdatové literatury. Sídlí na adrese Praha 1, Senovážné náměstí 2. Veřejnosti byla otevřena za přítomnosti Václava Havla dne 22. října 1990.

## Popis
Vznikla z potřeby soustředit dříve zakázanou produkci exilových a samizdatových vydavatelů. Zahrnuje ale též knižní produkci domácí opozice. Knihovnu otevřel Jiří Gruntorád, přičemž základem sbírek se stala jím vydávaná samizdatová edice Popelnice. Rozsáhlá sbírka knihovny zahrnuje v roce 2016 asi 40 500 knižních jednotek a okolo 3400 titulů periodik. Je tak největší sbírkou zakázaných a exilových knih, dokumentů, časopisů a dalších materiálů v Česku.
Knihovna své fondy zpřístupňuje badatelům i široké veřejnosti a ve svých prostorách dále pořádá různé výstavy, přednášky, semináře a literární večery. V knihovně Libri prohibiti byla také vydána řada publikací. Jiří Gruntorád převzal roku 2002, za založení Libri prohibiti, ocenění Magnesia Litera za přínos české literatuře.
Dvacáté výročí svého založení knihovna oslavila vydáním básnické sbírky vězeňské poezie Přadénko z drátů, napsané na přelomu let 1949–1950 v jáchymovském uranovém pracovním táboře Rovnost politickými vězni z řad skautů.
Její kolekce samizdatových periodik byla v roce 2013 zařazena do programu UNESCO Paměť světa.